# Leonard Ochtman
Pour les articles homonymes, voir Ochtman.
Leonard Ochtman, né le 21 octobre 1854 à Zonnemaire dans la province de la Zélande aux Pays-Bas et décédé le 27 octobre 1934 dans le quartier de Cos Cob dans la ville de Greenwich dans l'état du Connecticut aux États-Unis, est un peintre impressionniste américain d'origine néerlandaise. Membre de la colonie artistique de Cos Cob (en), figure artistique de la ville de Greenwich, il est connu pour ces peintures des paysages de l'état du Connecticut et du détroit de Long Island.

## Biographie
Leonard Ochtman naît à Zonnemaire dans la province de la Zélande aux Pays-Bas en 1854. En 1886, il émigre avec sa famille aux États-Unis à Albany dans l'État de New York. Il commence à travailler dans une entreprise spécialisée dans le travail du bois. En 1879, il s'installe à New York où il partage sa chambre avec le peintre et ami Charles Warren Eaton, lui aussi originaire d'Albany. Il étudie un temps à l'Art Students League of New York et ouvre son studio. Il expose pour la première fois à l'académie américaine des beaux-arts en 1882. Il séjourne en Europe en 1886, où il découvre les travaux des peintres Jacob Maris et Anton Mauve de l'école de La Haye. Il revient à New York en 1887.
Il épouse la peintre Mina Fonda (en) en 1891. Le couple s'installe à Mianus (en), un quartier de la ville de Greenwich dans l'État du Connecticut. Avec son épouse, il devient l'un des membres importants de la colonie artistique de Cos Cob (en), située dans le proche quartier de Cos Cob, côtoyant notamment les peintres John Henry Twachtman, Childe Hassam, Julian Alden Weir, Elmer Livingston MacRae (en) et Theodore Robinson. Propriétaire d'une maison nommée Grayledge qui donne sur la rivière Mianus (en), il fréquente la Bush–Holley House (en) voisine d'Elmer Livingston MacRae, participe à la vie de la colonie et donne des cours l'été, enseignant notamment aux jeunes peintres Clark Voorhees et Harriet Randall Lumis. En 1893, il participe à l'exposition universelle de Chicago où il obtient une médaille.
En 1904, il est élu à l'académie américaine des beaux-arts. En 1912, en compagnie du sculpteur Edward Clark Potter (en) et d'autres membres de la colonie, il forme la Greenwich Art Society (en) qui donne vie au Bruce Museum of Arts and Science (en) de la ville, dont il devient le premier conservateur.
Il décède à Greenwich en 1935. Sa fille, Dorothy Ochtman (en), après avoir étudié auprès de ses parents, devient une peintre connu pour ses natures mortes.
Ses œuvres sont notamment visibles ou conservées au Smithsonian American Art Museum de Washington, au Richmond Art Museum (en) de Richmond, au Flint Institute of Arts (en) de Flint et au Bruce Museum of Arts and Science (en) de Greenwich.

## Œuvres

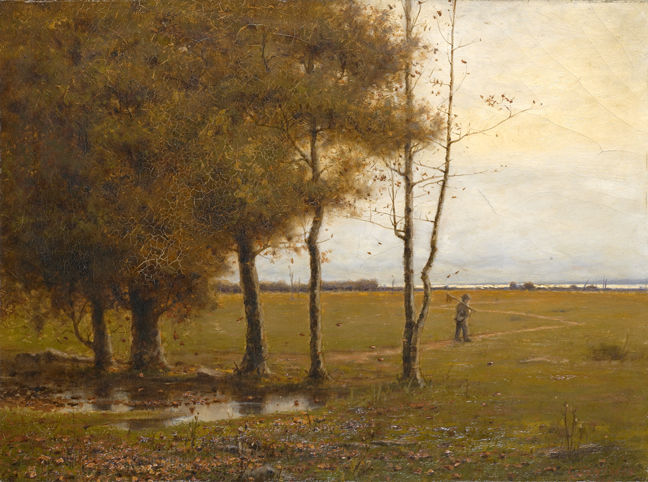
Path to the Water, vers 1885
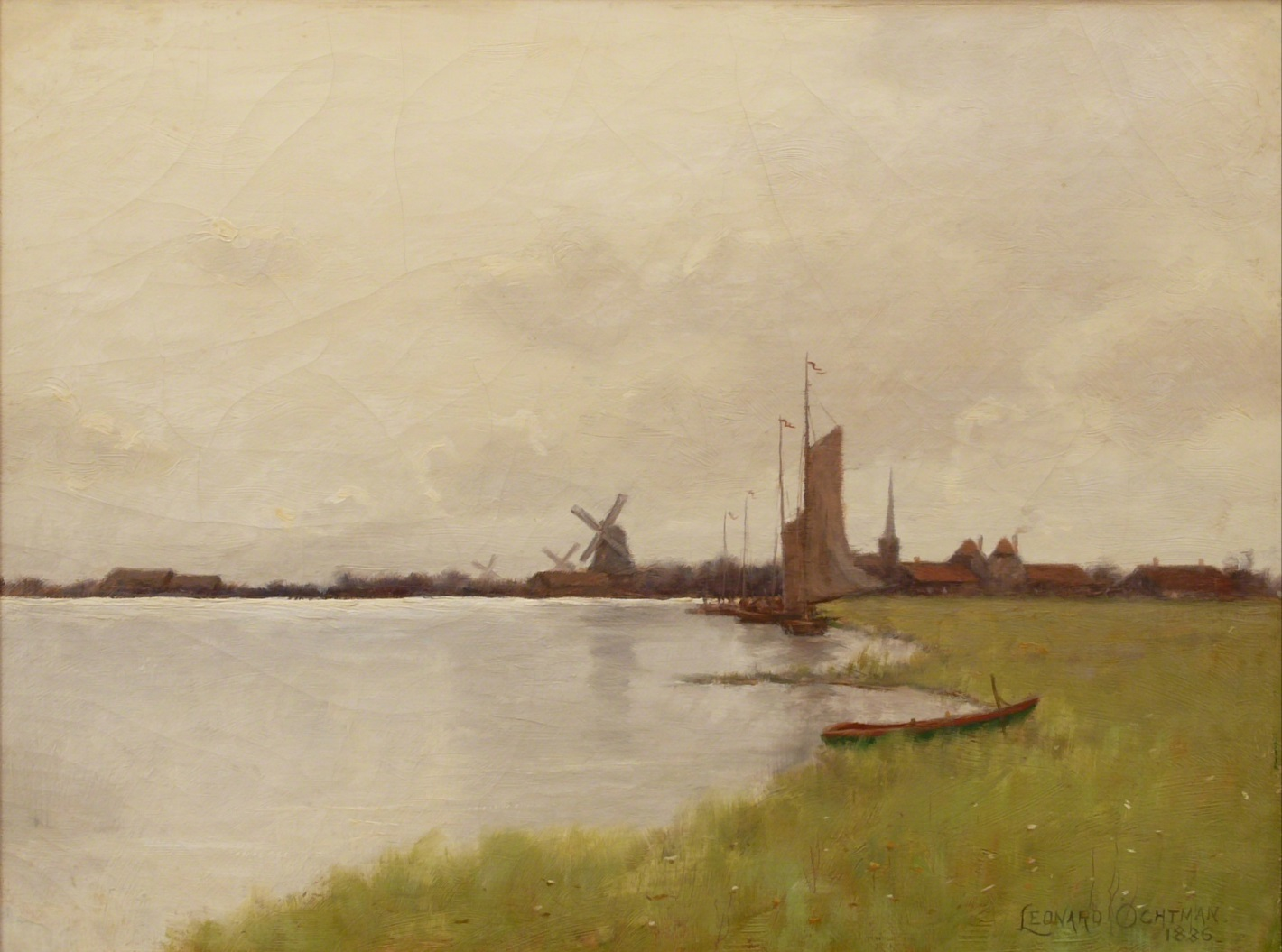
Dutch Landscape, 1886
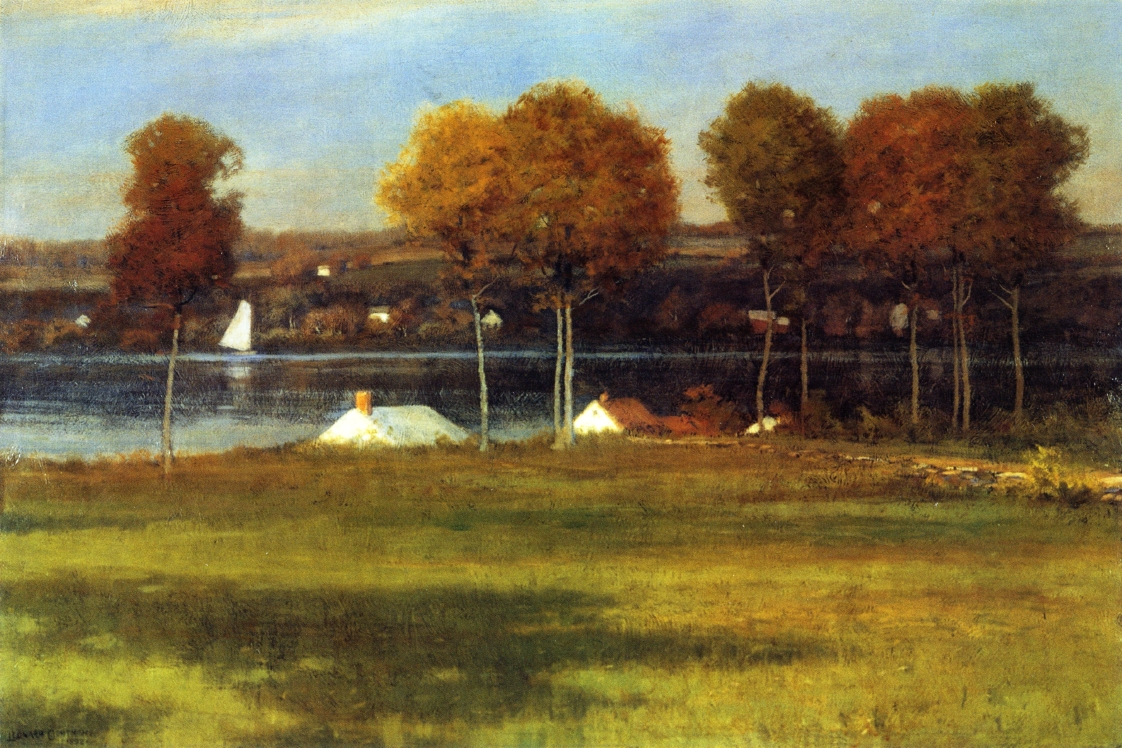
Mianus River, 1892, Flint Institute of Arts (en)
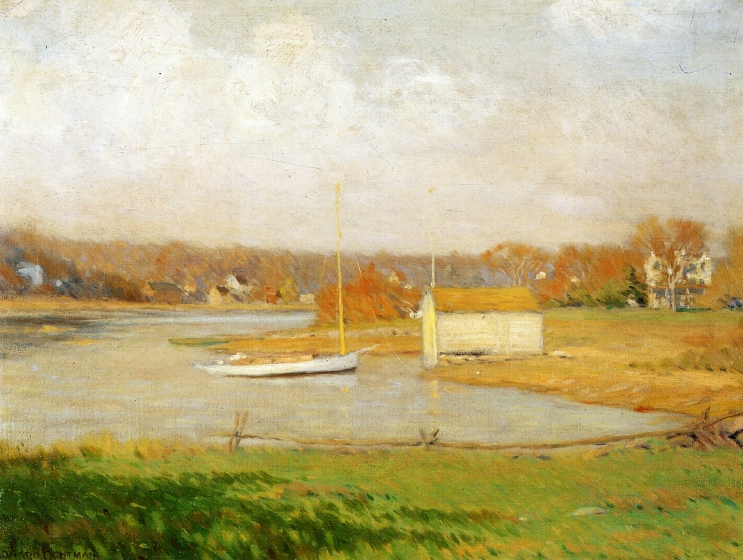
On the Mianus River, 1896, Bruce Museum of Arts and Science (en)
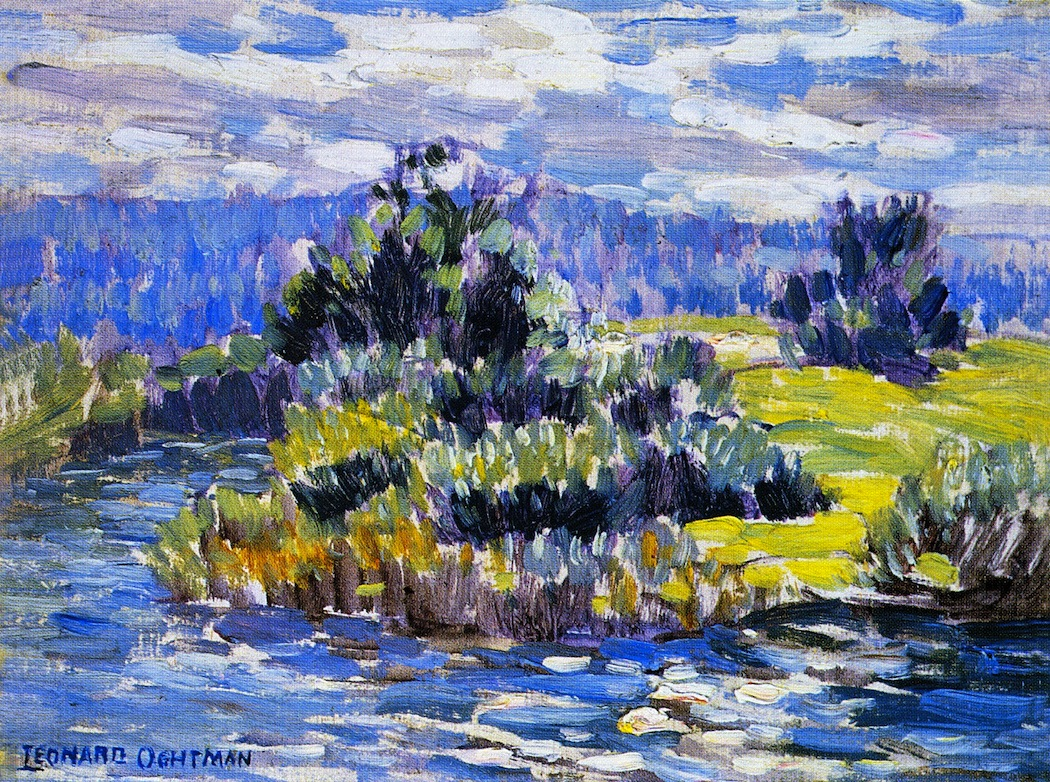
Blue Landscape, vers 1900
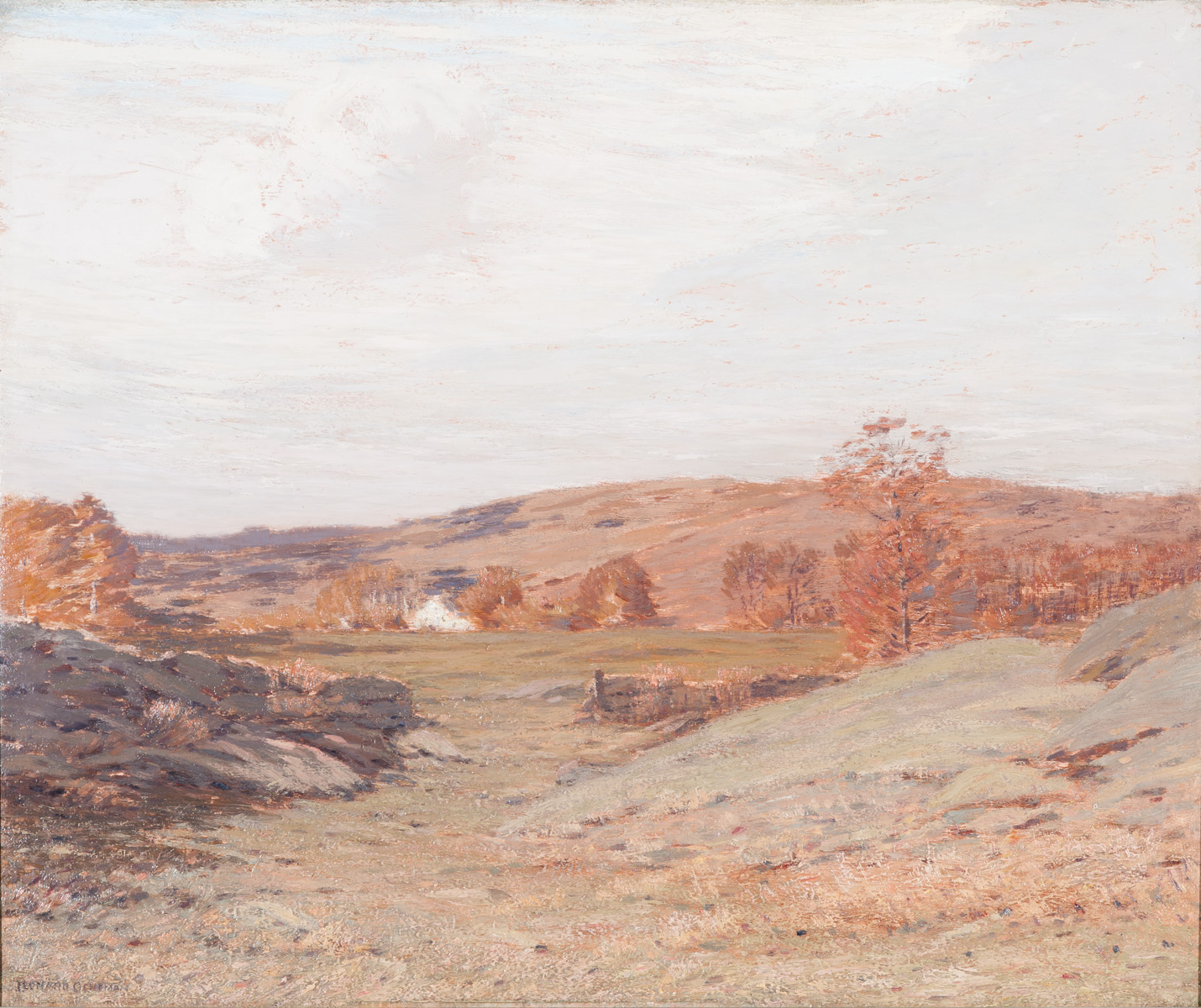
Old Pastures, 1904, Richmond Art Museum (en)
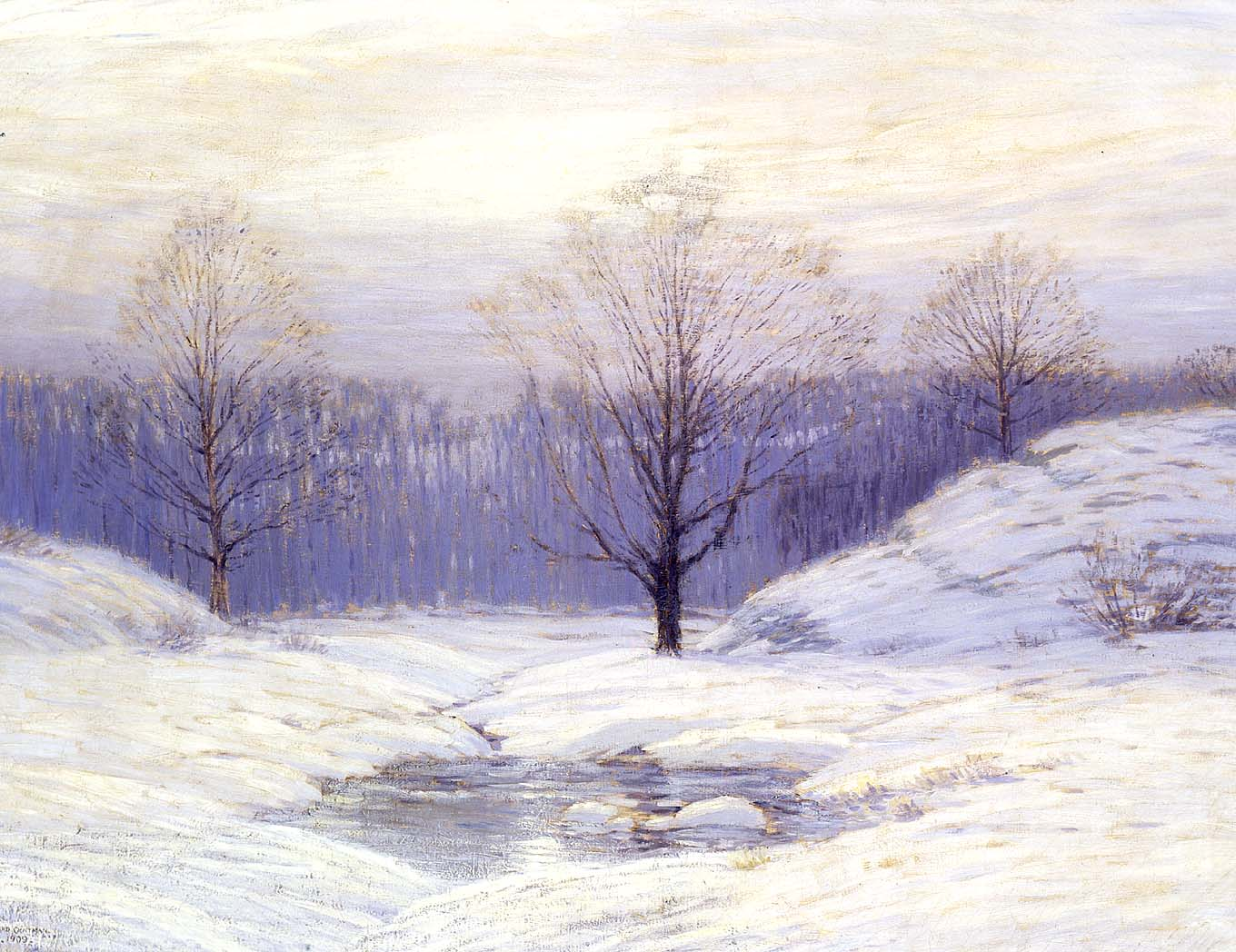
Morning Haze, 1909, Smithsonian American Art Museum
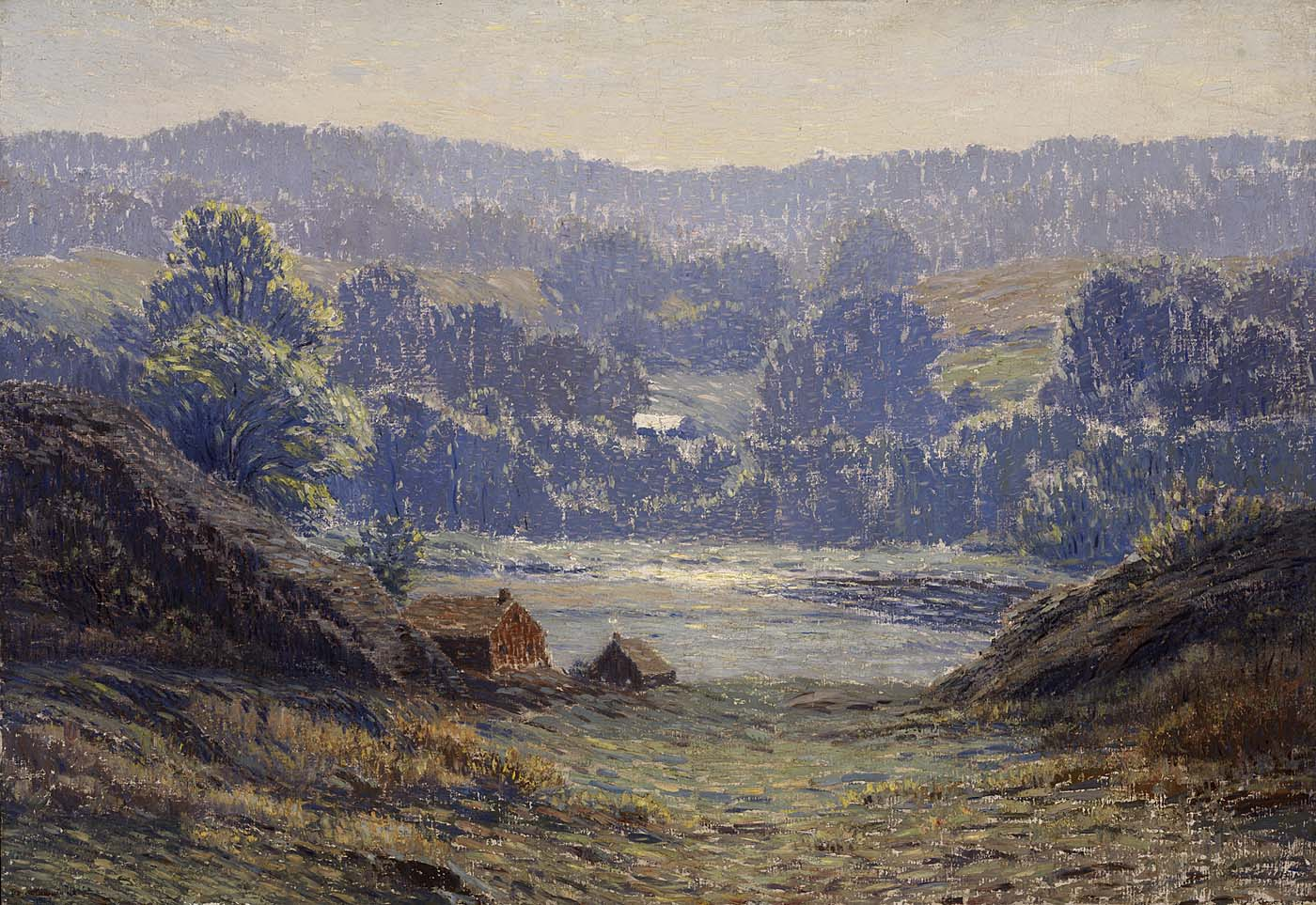
A Morning in Summer, 1922, Smithsonian American Art Museum